# Bob Einstein
Stewart Robert Einstein, detto Bob (Los Angeles, 20 novembre 1942 – Indian Wells, 2 gennaio 2019), è stato un attore, comico, autore televisivo  e produttore televisivo statunitense.

## Biografia
Nato nel 1942 a Los Angeles, era figlio del comico Harry Einstein, noto come Parkyakarkus, e dell'attrice Thelma Leeds. Suo fratello minore è il comico e scrittore Albert Brooks. Ha iniziato la sua carriera come autore per il The Smothers Brothers Comedy Hour, vincendo anche un Premio Emmy nella cerimonia dei Premi Emmy 1969, come membro di un team di sceneggiatori che comprendeva anche Steve Martin. Nel 1977 ha vinto un altro Emmy nella categoria "Outstanding Variety or Music Series" per Van Dyke and Company.
Ha creato il personaggio Super Dave Osborne, uno stuntman sciocco, per uno spettacolo di varietà condotto da John Byner, The John Byner Comedy Hour, in cui è apparso per la prima volta nel 1972. Il personaggio in seguito divenne famoso per essere un personaggio fisso della serie televisiva del 1980 Bizarre, anch'essa condotta da Byner; ed era anche un frequente ospite del programma Late Night with David Letterman (1980), dove venivano mostrate delle clip di sfortunate acrobazie.
Nel 1987 Einstein ha ottenuto il suo spettacolo di varietà, intitolato Super Dave, che è andato in onda dal 1987 fino al 1991 su Global in Canada (dove lo spettacolo è stato prodotto nello studio della rete a Toronto) e su Showtime negli Stati Uniti. Nel 1992 ne è stata tratta una serie animata dal titolo Super Dave: Daredevil for Hire, in onda su Fox. Nel 2000 il franchise del personaggio è stato allargato con un film dal titolo Le avventure estreme di super Dave (The Extreme Adventures of Super Dave), per la regia di Peter MacDonald.
Einstein ha interpretato regolarmente il personaggio di Marty Funkhouser dalla quarta alla nona stagione della sitcom Curb Your Enthusiasm (2004-2017), e il personaggio di Larry Middleman nella terza stagione della serie TV Arrested Development - Ti presento i miei (2005-2006). È apparso anche negli spettacoli di Comedy Central Crank Yankers (2002-2003) e The Man Show. Nel film Ocean's Thirteen (2007) interpreta il padre di Linus Caldwell (Matt Damon). Partecipa inoltre alla seconda stagione di Anger Management (2013).
Ha doppiato due personaggi della sitcom animata The Life & Times of Tim (2010-2012). Partecipa a due puntate della serie web Comedians in Cars Getting Coffee, nel 2012 e nel 2017. Negli anni 2010 è stato frequente ospite del programma radiofonico dedicato allo sport The Dan Le Batard Show with Stugotz. Si è spento nel gennaio 2019, all'età di 76 anni, poco dopo la diagnosi di cancro.

## Filmografia

### Cinema
- Impara a conoscere il tuo coniglio (Get to Know Your Rabbit), regia di Brian De Palma (1972)
- Another Nice Mess, anche regista (1972)
- Modern Romance, regia di Albert Brooks (1981)
- Le avventure estreme di super Dave (The Extreme Adventures of Super Dave), regia di Peter MacDonald (2000)
- Teddy Bears' Picnic, regia di Harry Shearer (2002)
- Ocean's Thirteen, regia di Steven Soderbergh (2007)
- Shit Year, regia di Cam Archer (2010)
- Strange Magic, regia di Gary Rydstrom (2015) - voce

### Televisione
- The Smothers Brothers Comedy Hour - 9 episodi (1968-1969)
- Pat Paulsen's Half a Comedy Hour - 8 episodi (1970)
- Three for Tahiti - film TV (1970)
- The John Byner Comedy Hour - un episodio (1972)
- The Sonny & Cher Comedy Hour - 23 episodi (1973-1974)
- Van Dyke and Company - 5 episodi (1976)
- Bizarre - 58 episodi (1979-1986)
- The Smothers Brothers Comedy Hour - un episodio (1988)
- Late Night with David Letterman - un episodio (1989)
- The Tonight Show Starring Johnny Carson - 3 episodi (1971-1990)
- Super Dave: Daredevil for Hire - 13 episodi (1992) - voce
- WWE Monday Night RAW - un episodio (1995)
- Pappa e ciccia (Roseanne) - un episodio (1997)
- Sin City Spectacular - un episodio (1998)
- Super Dave's All Stars - 3 episodi (1997-1998)
- The Norm Show - un episodio (1999)
- Super Dave - 100 episodi (1987-1999)
- Crank Yankers - 8 episodi (2002-2003)
- Arrested Development - Ti presento i miei (Arrested Development) - 5 episodi (2005-2006)
- Welcome to The Captain - un episodio (2008)
- The Tonight Show with Conan O'Brien - un episodio (2009)
- Jimmy Kimmel Live! - 4 episodi (2003-2009)
- Super Dave's Spike Tacular - 4 episodi (2009)
- Conan - un episodio (2011)
- The Life & Times of Tim - 2 episodi (2010-2012) - voce
- Anger Management - un episodio (2013)
- Comedy Bang! Bang! - un episodio (2015)
- Curb Your Enthusiasm - 22 episodi (2004-2017)

### Autore televisivo
Lista parziale
- The Summer Brothers Smothers Show - 5 episodi (1968)
- Pat Paulsen's Half a Comedy Hour - 13 episodi (1970)
- The Smothers Brothers Summer Show - 5 episodi (1970)
- Tom Smothers' Organic Prime Time Space Ride - 12 episodi (1971)
- The Ken Berry 'Wow' Show - 6 episodi (1972)
- The Sonny and Cher Comedy Hour - 61 episodi (1971-1974)
- The Hudson Brothers Razzle Dazzle Show - 16 episodi (1974)
- The Sonny Comedy Revue - 12 episodi (1974)
- The Smothers Brothers Show - 13 episodi (1975)
- Joey & Dad - 4 episodi (1975)
- Van Dyke and Company - 11 episodi (1976)
- Bizarre - 58 episodi (1979-1986)
- Super Dave: Daredevil for Hire - 13 episodi (1992)
- The Smothers Brothers Comedy Hour - 53 episodi (1967-1993)
- Super Dave's All Stars - 4 episodi (1997-1998)
- Super Dave - 99 episodi (1987-1999)
- Le avventure estreme di super Dave (The Extreme Adventures of Super Dave) - video (2000)
- Gadget e gadgettini (Gadget and the Gadgetinis) - 26 episodi (2003)
- Jimmy Kimmel Live! - 6 episodi (2003)
- Super Dave's Spike Tacular - 4 episodi (2009)

### Produttore televisivo
Lista parziale
- Joey & Dad - 4 episodi (1975) - produttore esecutivo
- Lola! - 4 episodi (1975-1976)
- Van Dyke and Company - 11 episodi (1976)
- Bizarre - 58 episodi (1979-1986) - anche produttore esecutivo
- Super Dave: Daredevil for Hire - 13 episodi (1992) - produttore esecutivo
- Super Dave's All Stars - 5 episodi (1997-1998) - produttore esecutivo
- Super Dave - 100 episodi (1987-1999) - produttore esecutivo
- Le avventure estreme di super Dave (The Extreme Adventures of Super Dave) (2000) - video, produttore esecutivo
- Super Dave's Spike Tacular - 4 episodi (2009)

## Premi
- Primetime Emmy Awards
  - 1969: "Best Writing for a Variety Series" (The Smothers Brothers Comedy Hour)
  - 1977: "Outstanding Variety or Music Series" (Van Dyke and Company)
- CableACE Awards
  - 1992: "Actor in a Comedy Series" (Super Dave)